# Dziechlino
Dziechlino (kaszb. Dzechlëno, niem. Dzechlin lub Ober-Lischnitz) – stara wieś kaszubska w Polsce położona w województwie pomorskim, w powiecie lęborskim, w gminie Nowa Wieś Lęborska na obszarze kompleksu leśnego Puszczy Kaszubskiej. Wieś jest siedzibą sołectwa Dziechlino w którego skład wchodzą również miejscowości, Rybki, Małoszyce.
W latach 1975–1998 miejscowość administracyjnie należała do województwa słupskiego.